# Армстронг (округ, Пенсильвания)
Армстронг (англ. Armstrong County) — округ в штате Пенсильвания, США. Официально образован 12 марта 1800 года. По состоянию на 2010 год, численность населения составляла 68 941 человек.

## География
По данным Бюро переписи США, общая площадь округа равняется 1 719,762 км2, из которых 1 691,272 км2 суша и 28,490 км2 или 1,580 % это водоемы.

## Население
По данным переписи населения 2000 года в округе проживает 72 392 жителей в составе 29 005 домашних хозяйств и 20 535 семей. Плотность населения составляет 43,00 человека на км2. На территории округа насчитывается 32 387 жилых строений, при плотности застройки около 19,00-ти строений на км2. Расовый состав населения: белые — 98,32 %, афроамериканцы — 0,82 %, коренные американцы (индейцы) — 0,09 %, азиаты — 0,12 %, гавайцы — 0,02 %, представители других рас — 0,13 %, представители двух или более рас — 0,50 %. Испаноязычные составляли 0,43 % населения независимо от расы.
В составе 29,50 % из общего числа домашних хозяйств проживают дети в возрасте до 18 лет, 57,90 % домашних хозяйств представляют собой супружеские пары проживающие вместе, 9,00 % домашних хозяйств представляют собой одиноких женщин без супруга, 29,20 % домашних хозяйств не имеют отношения к семьям, 25,90 % домашних хозяйств состоят из одного человека, 13,70 % домашних хозяйств состоят из престарелых (65 лет и старше), проживающих в одиночестве. Средний размер домашнего хозяйства составляет 2,46 человека, и средний размер семьи 2,95 человека.
Возрастной состав округа: 22,90 % моложе 18 лет, 7,20 % от 18 до 24, 27,60 % от 25 до 44, 24,20 % от 45 до 64 и 24,20 % от 65 и старше. Средний возраст жителя округа 40 лет. На каждые 100 женщин приходится 94,70 мужчин. На каждые 100 женщин старше 18 лет приходится 92,10 мужчин.